# Khaled Narey
Khaled Narey (1994. július 23. –) német labdarúgó, a másodosztályú Greuther Fürth hátvédje.